# Rifil
Rifil Săvinești este o companie producătoare de fire tip lână și tip bumbac, acrilice și în amestec din România.
Rifil a fost înființată în aprilie 1973 când a fost semnat actul de înființare al societății mixte româno-italiene Rifil SRL, contract cu o durată de 16 ani, fiind prima societate de producție cu capital străin înființată în România după 1945 și prima din blocul țărilor din pactul de la Varșovia.
Doi ani mai târziu începea aici producția de fire acrilice vopsite, tip lână folosind fibra Melana, pînă în 1988 societatea fiind obligată, conform contractului, să exporte întreaga sa producție.
Anul 1989 a fost unul de cumpănă pentru companie, pentru că, odată cu expirarea contractului de societate, în ciuda tuturor variantelor propuse de partenerul italian, autoritățile române nu au acceptat continuarea activității și au decis oprirea producției și intrarea societății în lichidare.
Un an mai tîrziu, însă, în februarie 1990, Rifil repornește activitatea și timp de trei ani se fac investiții importante pentru creșterea productivității.
Șapte ani mai tîrziu, noile tehnologii introduse atît în filatură, cît și în vopsitorie au permis începerea producției de fire acrilice în amestec cu lână și în amestec cu bumbac.
Societatea are ca acționar unic grupul Fraver din zona Biella Italia, producător de fire acrilice cu 14 fabrici în Europa și SUA în care lucrează peste 3.000 de angajați.
Legătura dintre Rifil și grupul Fraver datează din 1973.
Politica industrială și comercială a firmei se desfășoară în cadrul grupului industrial textil constituit în România, care mai cuprinde: Romalfa Câmpulung Moldovenesc, Firmelbo Botoșani, Novafil Gura Humorului, Lonfil Botoșani și Filatura Buzău.
Grupul a avut în 2003 cifra de afaceri de aproximativ 85,3 milioane euro iar în 2002 de 96,4 milioane dolari.
În februarie 1999, Rifil a achiziționat pachetul majoritar al companiei producătoare de fibre și fire din lână Firmelbo Botoșani.
Rifil deține și pachetul majoritar de 86% din acțiuni din Filatura Buzău - producător de fire fantezie.
Număr de angajați în 2004: 450 
Cifra de afaceri:
- 2008: 37 milioane euro [5]
- 2007: 33,8 milioane euro [5][6]
- 2006: 35,3 milioane euro [6]
- 2003: 41 milioane euro [3]
- 2002: 49 milioane euro [4]